# Ortolan
Der Ortolan (Emberiza hortulana) ist eine Vogelart aus der Familie der Ammern (Emberizidae). Der Ortolan wird auch Gartenammer oder Fettammer genannt.

## Beschreibung
Beim Männchen sind Kopf, Brust und Nacken dumpf grüngrau. Die gelbe Kehle, die gelben geschwungenen Bartstreifen sowie die gelben Augenringe kontrastieren deutlich mit diesem Farbton. Die übrige Oberseite ist auf rostbraunem Grund deutlich schwarzbraun gestreift. Die Unterseite ist zimtbraun. Den Weibchen fehlt die kapuzenartige Kopf-Nacken-Brustfärbung gänzlich, nur ältere weisen eine blasse Andeutung davon auf. Die Bartstreifen sind ebenfalls nur angedeutet. Die übrige Gefiederfärbung ist bei gleichen Farbtönen blasser und verwaschener. Jungvögel weisen bereits die Farbtöne der Altvögel auf, doch sind diese Farben abgedunkelt und undeutlich. Die gesamte dumpf braunrötliche Bauchregion ist deutlich dunkel längsstrichliert. Der Ortolan unterscheidet sich von anderen Ammern, wie der Goldammer, auch in seiner Form. So ist der Schwanz (im Gegensatz zur Goldammer) gerade abgeschnitten, und die Flügel sind länger und schmaler. Der Körperbau ist eher schlank. Der Ortolan kann mit dem Grauortolan (Emberiza caesia) verwechselt werden, der in Europa jedoch nur als Sommergast in der Region um Griechenland sowie in der Türkei vorkommt. Der Grauortolan hat aber einen graueren Kopf. Mit einer Länge von 17 cm und einem Gewicht von 20 bis 28 g hat der Ortolan ungefähr die Größe eines Haussperlings. Er ernährt sich von Samen und Insekten.

## Verbreitungsgebiet und Lebensraum

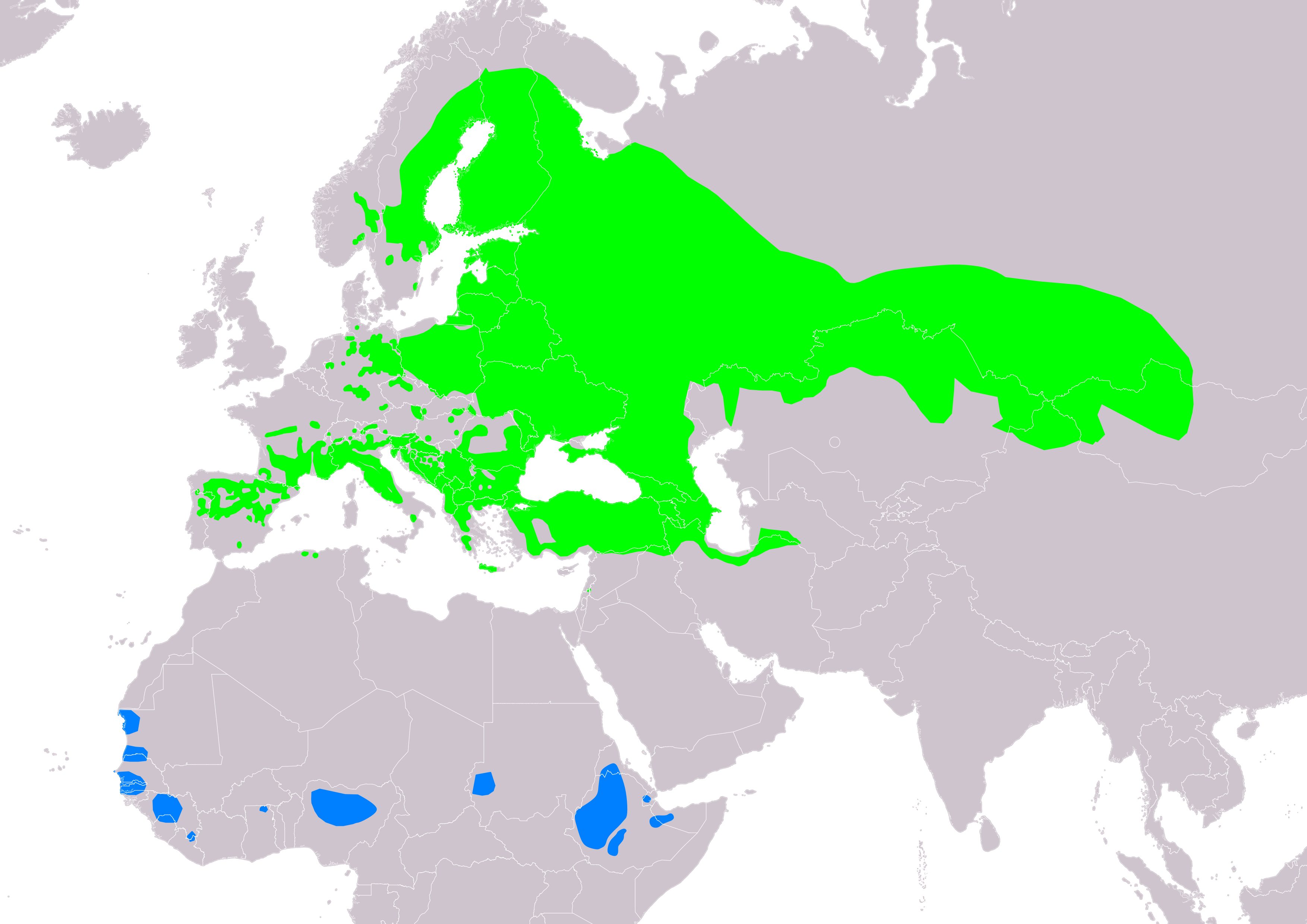
Verbreitung des Ortolans:
Brutgebiete
Überwinterungsgebiete

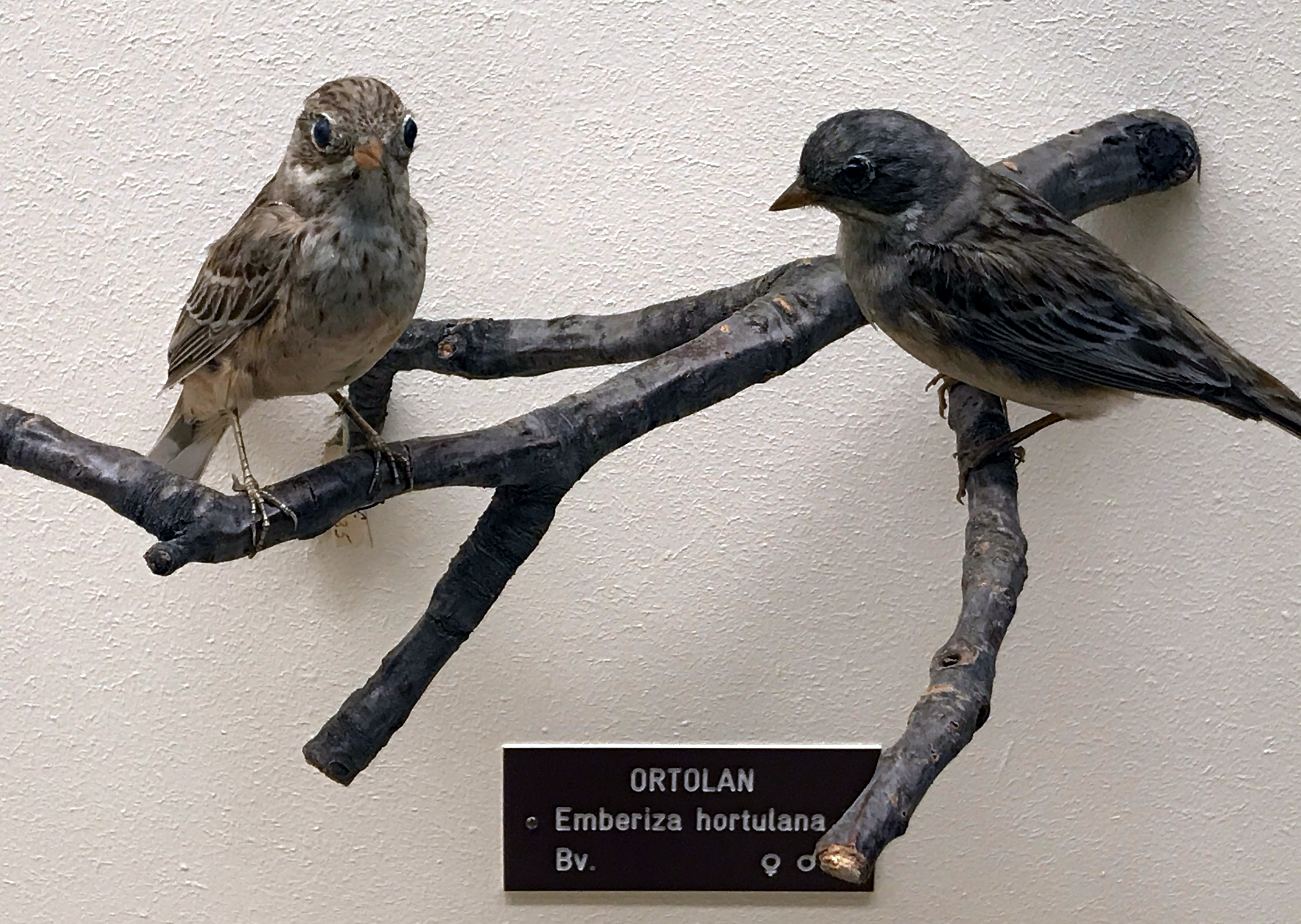
Museumspräparat eines weiblichen und männlichen Ortolans

Der Ortolan ist ein ausgesprochener Zugvogel. Er überwintert im subtropischen Afrika nördlich der Sahelzone im Bereich südlich von Marokko und in Äthiopien. Nach fünf Monaten Aufenthalt kehrt er im April oder Mai ins Brutgebiet zurück. Der Ortolan bewohnt als Sommergast große Teile des europäischen Kontinents. Eine Ausnahme bilden einige Teile Spaniens, das westliche Frankreich, Dänemark, die meisten Gebiete Norwegens sowie Island und Großbritannien. In Norddeutschland bildet der Landkreis Lüchow-Dannenberg einen Schwerpunkt mit knapp 900 Revieren (Stand 1999). In Süddeutschland hat er am Maindreieck (Unterfranken) seine letzten Reviere mit einem Bestand von ca. 300 singenden Männchen (Stand 2003). In Tirol gibt es das Ortolanvorkommen Silz–Haiming–Stams, derzeit einziges bekanntes regelmäßiges Brutgebiet in Österreich und europäisches Vogelschutzgebiet (Natura 2000 Typ A ⊙). In der Schweiz gibt es nur noch einzelne Paare im Wallis.
Der Ortolan hat eine Vorliebe für trockenwarme Standorte (z. B. terrassierte Weinberge, Trockenrasen, Kulturflächen und Felsensteppe). Er bevorzugt eher offene Flächen mit vereinzelten Büschen zur Deckung. In Mainfranken waren es früher die ausgedehnten Streuobstäcker (mit den Obstbäumen als Singwarte). Er brütet hauptsächlich in Getreideäckern entlang von Windschutzstreifen und Waldrändern und in den letzten Streuobstquartieren. Eine Singwarte in der Nähe (zirka 20 m) der Bruthabitate ist in der Regel zwingend erforderlich.

## Gesang
Der Ortolan singt meistens von Busch- oder Baumspitzen sowie von Telegraphenleitungen. In Franken sind seine Singwarten Obsthochstämme sowie Eichen in Windschutzstreifen und an Waldrändern mit vorgelagerten Äckern. Oft singt er auch im Flug. Der Gesang klingt ungefähr wie „zri-zri-zri-zri-djü-djü-djü“ oder „ridri-dri-dri-jööj“. Ortolanmännchen verfügen jeweils über 2–4 verschiedene Strophen. Bei Erregung rufen sie „psip“ oder „psie“, oft abwechselnd mit einem Ruf „djüb“. Der Gesang ist in der Regel regionaltypisch. Das heißt, man kann zum Beispiel polnische Ortolane von fränkischen Ortolanen am Gesang unterscheiden. Dort, wo benachbarte Gesangsdialekte aufeinandertreffen, kommen mit gewisser Regelmäßigkeit auch Mischsänger vor, die sowohl den einen als auch den anderen Dialekt alternierend vortragen (alternative Dialektmischsänger; ADMS) und/oder ihre Dialekt kennzeichnenden Elemente in einer Strophe kombinieren (Kombinations-Dialektmischsänger; CDMS). Beispielsweise können entlang des Ortolan-Rundweges im Brandenburger Naturpark Nuthe-Nieplitz, zwischen Stücken und Körzin, Vertreter der Dialektpopulation des Flämings, der Lausitz einschließlich deren Mischsänger „Fläming-Lausitz“ gehört werden.

## Brut

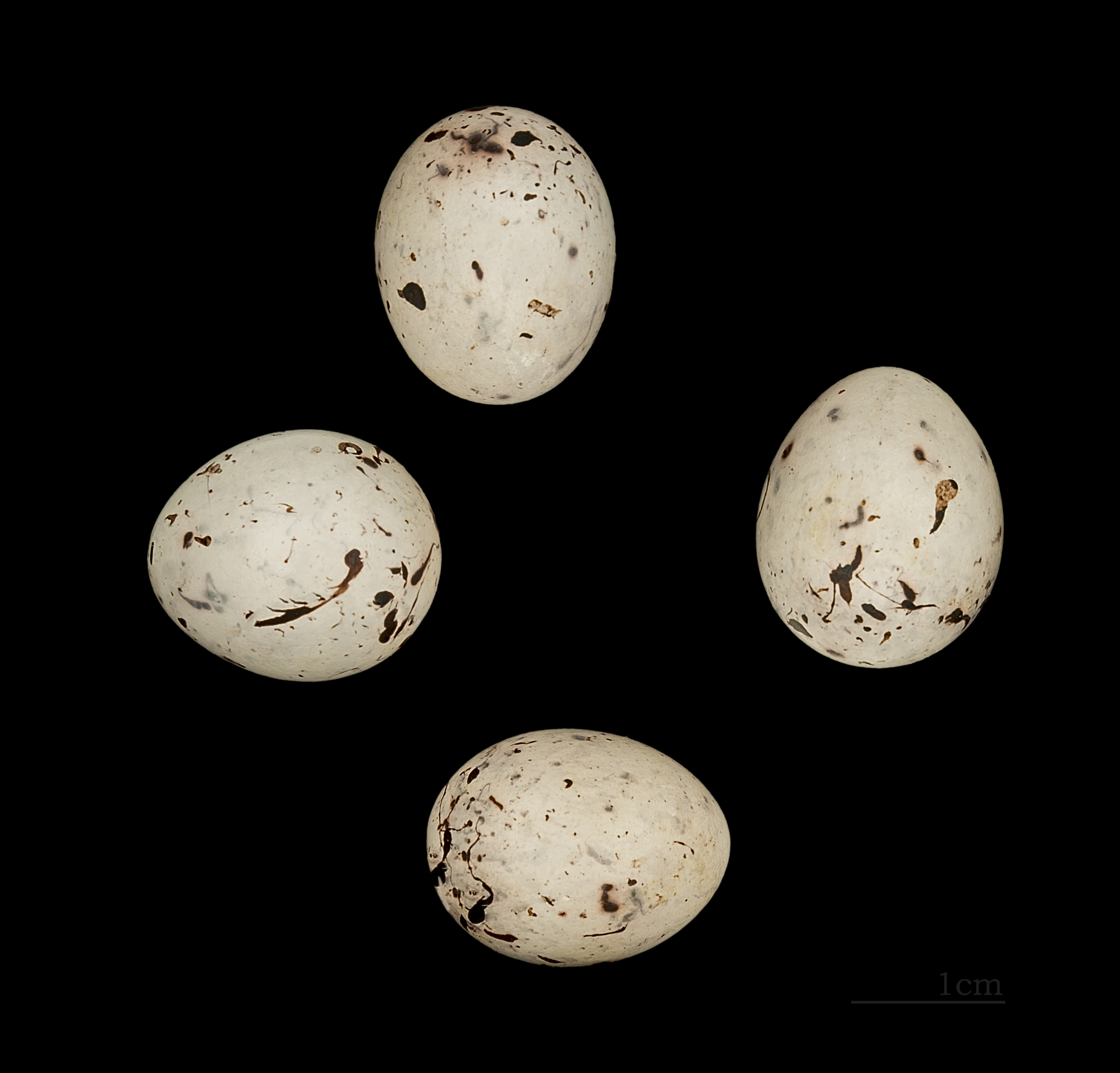
Eier des Ortolans

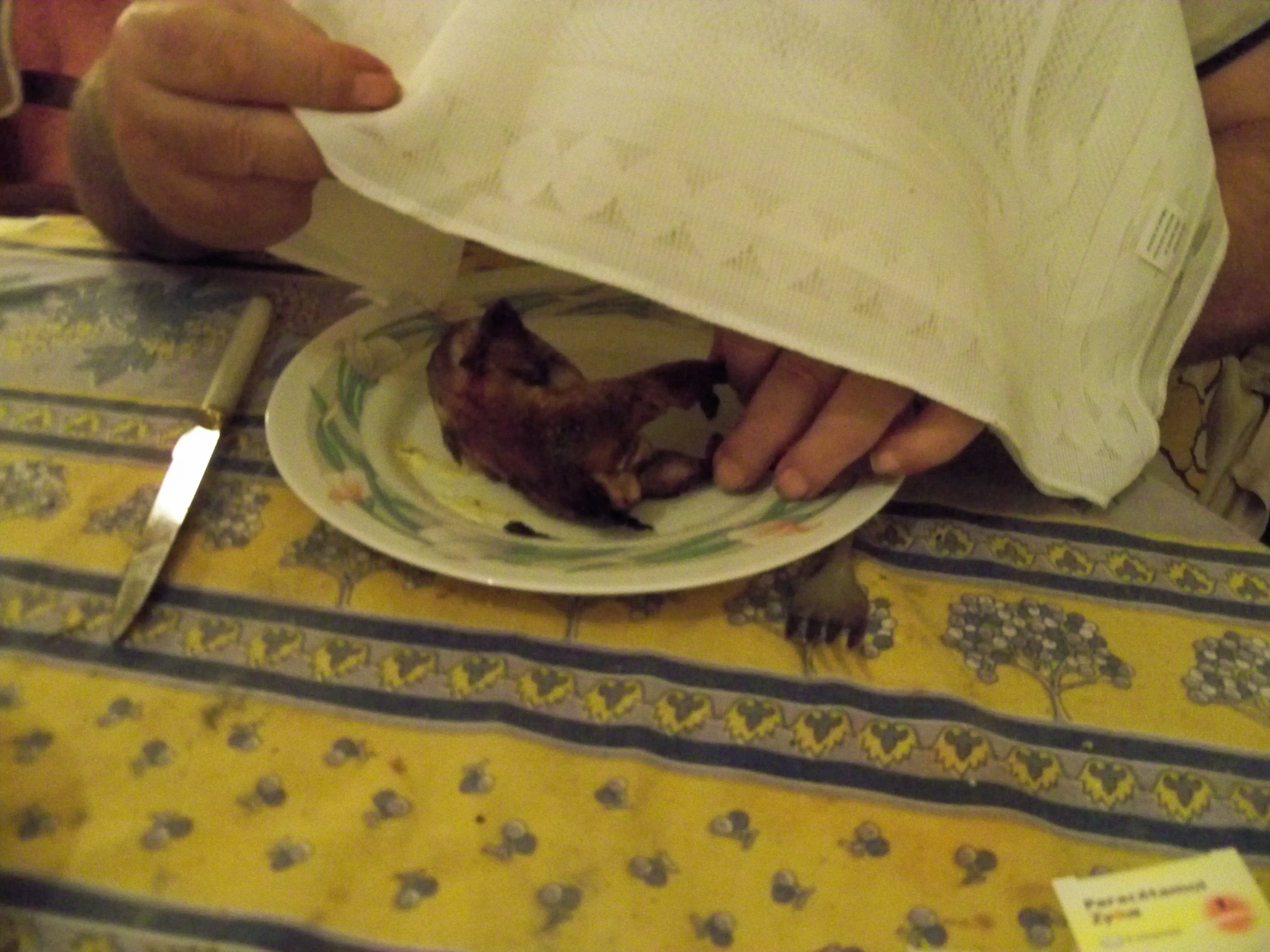
Der einst weitverbreitete Verzehr von Ortolanen hat zur Gefährdung der Art beigetragen, ist aber inzwischen fast überall verboten.

Der Ortolan ist ein Bodenbrüter, der zweimal im Jahr brütet. Das Nest (Bodenmulde) besteht aus Halmen, Gräsern und Moosen sowie Haaren und feineren Gräsern zur Polsterung. Das Weibchen legt 4–6 Eier, die in der Farbe stark variieren. Diese werden 10–14 Tage bebrütet. Die Nestlingsdauer beträgt 10–15 Tage.
In Franken brütet der Ortolan hauptsächlich im Getreide und in der Regel nur einmal im Jahr (Mainfranken am Maindreieck). Die Nestpolsterung ist hier eine „Matte“ aus feinen Wurzeln.

## Bestand und Gefährdung
Die Art ist als solche nicht gefährdet (IUCN Least Concern), allerdings nimmt ihr Bestand regional ab. In den Bundesländern Niedersachsen und Bremen ist der Ortolan seit 2015 als stark gefährdet eingestuft. In der Roten Liste der Brutvögel Deutschlands von 2020 wird die Art in der Kategorie 2 als „stark gefährdet“ geführt. Ihr deutscher Brutbestand wird für das Jahr 2016 auf 7.500 bis 11.500 Reviere geschätzt.
Besonders die immer weiter fortschreitende Biotopzerstörung setzt der Art stark zu. In Franken geschieht dies besonders durch die jahrzehntelange Rodung der Obstbäume auf Ackerland (Streuobstäcker), Flurbereinigung und Veränderung der Anbaumethoden bei den Feldfrüchten. In der Schweiz sank die Zahl von rund 200 im Jahr 1996 auf 7 im Jahr 2009.
Bei der Beurteilung der Gefährdung des Ortolans gilt es jedoch zu bedenken, dass Deutschland, Österreich und die Schweiz im Bereich der westlichen Verbreitungsgrenze der Art liegen und Ortolane besonders im Westen dieser Länder nie häufig waren oder immer schon fehlten.
Der Bestand des Vogels wird auch durch französische Gourmet-Restaurants gefährdet, die den Ortolan trotz Kritik von Tierschützern auf ihre Speisekarten setzen.

## Sonstiges
Laut Carl Czerny soll der Gesang des Ortolan Ludwig van Beethoven zur Fünften Symphonie inspiriert haben.
Ortolane gelten trotz strenger Fangverbote in Südfrankreich als Delikatesse („Fettammer“).
Der Asteroid des äußeren Hauptgürtels (8966) Hortulana ist nach dem Ortolan benannt (wissenschaftlicher Name Emberiza hortulana). Zum Zeitpunkt der Benennung des Asteroiden am 2. Februar 1999 befand sich die Grauammer auf der niederländischen und europäischen Roten Liste gefährdeter Vögel.